# Meade Instruments

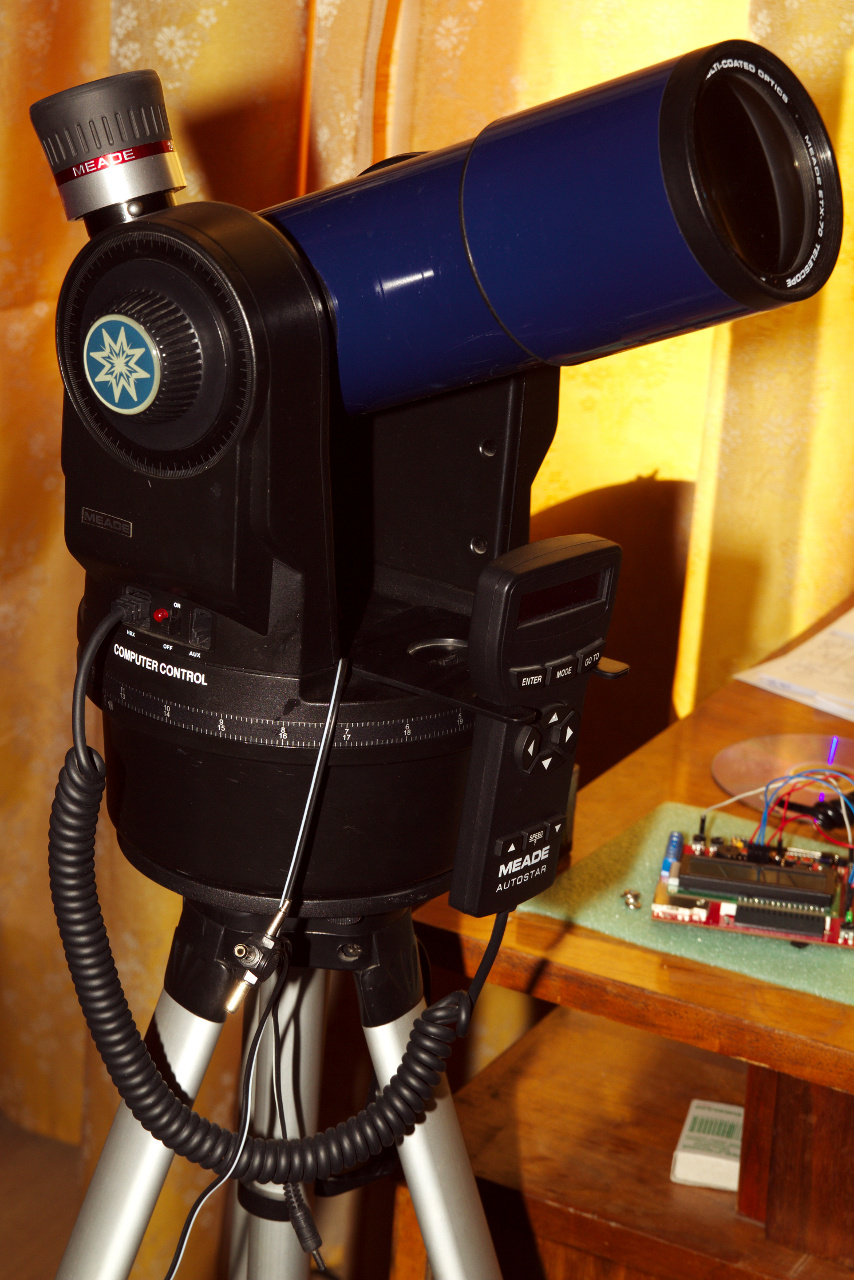
Meade ETX-70AT, 7 cm refraktor na skomputeryzowanym montażu widłowym.

Meade Instruments Corporation – firma z Irvine w Kalifornii, która zajmuje się produkcją teleskopów, lornetek, mikroskopów, kamer CCD i akcesoriów do teleskopów, przeznaczonych do zastosowań w astronomii amatorskiej. Została założona w 1972 r. Firma Meade produkuje głównie teleskopy zwierciadlane w systemie Schmidta-Cassegraina oraz Ritcheya-Chrétiena na skomputeryzowanych montażach widłowych oznaczonych symbolem LX.
Należy do niej również firma Coronado Filters, produkująca teleskopy do obserwacji Słońca w paśmie H-alfa oraz w linii wapnia. Jesienią 2013 roku Meade została przejęta przez chińską firmę Jinghua Optics & Electronics.